# یونکرس یو ۸۷
یونکرس یو ۸۷ (به آلمانی: Junkers Ju 87) معروف به اشتوکا (به آلمانی: Stuka) یک بمب‌افکن شیرجه‌ای و هواگرد تهاجمی ساخت شرکت یونکرس در آلمان بود که میانه دهه ۱۹۳۰ طراحی و به شکل گسترده و مؤثری توسط لوفت‌وافه در نقش پشتیبانی هوایی نزدیک و عملیات ضد کشتی در تمامی طول جنگ جهانی دوم به‌کارگرفته شد. اشتوکا یکی از مهم‌ترین عناصر موفقیت بلیتس‌کریگ (جنگ برق‌آسا) ورماخت در سال‌های ابتدایی جنگ در کارزارهای مختلف بود و با حملات دقیق خود خسارت بسیاری به دشمنان وارد آورد.

## طراحی اولیه
ایده یک بمب‌افکن شیرجه‌ای در آلمان از آرای ارنست اودت نشات می‌گرفت. اوایل سال ۱۹۳۵ دفتر فنی وزارت هوانوردی رایش مشخصات مورد نظر برای یک بمب‌افکن شیرجه‌ای جدید را به سه شرکت آرادو، هاینکل و یونکرس ارائه کرد و از آن‌ها خواست پیش‌نمونه‌های خود را طراحی کنند. گروه طراحی شرکت یونکرس به رهبری هرمان پولمان، با الگوگیری از پیکربندی بال‌پایین هواگرد کا ۴۷، هواگرد تک‌باله یونکرس یو ۸۷ را بدین منظور طراحی کرد. این هواگرد تمام‌فلزی، با ساختاری بال‌مرغی وارون، دارای ارابه فرود ثابت و برخلاف طراحی‌های پیشین یونکرس بدون پوسته کنگره‌دار بود. دو خدمه هواگرد به صورت پشت‌به‌پشت در یک اتاقک صیقل‌خورده بزرگ می‌نشستند. نخستین پیش‌نمونه تحت عنوان یو ۸۷فاو-۱ با یک موتور رولس-رویس کسترل وی با توان ۶۴۰ اسب بخار، نخستین پرواز خود را با خلبانی ویلی نوینهوفن روز ۱۷ سپتامبر سال ۱۹۳۵ در دسائو انجام داد. تثبیت‌گر عمودی و سکان دوگانه مدل اولیه در پی سقوط پیش‌نمونه در اثر از دست رفتن یکی از تثبیت‌گرها، با دُم تک‌گانه جایگزین شد.
شهرت این هواگرد به اشتوکا از مخفف‌شدن عنوان عمومی اشتورتس‌کامپف‌فلوک‌تسویک به معنای بمب‌افکن شیرجه‌ای گرفته شده است.

## مدل‌ها
مدل آ
مدل تولیدی یو ۸۷آ با موتور یونکرس یومو ۲۱۰سی با توان ۶۰۰ اسب بخار از اوایل سال ۱۹۳۷ وارد خط تولید شد. این موتور یک ملخ گام‌متغیر سه‌تیغه را به چرخش درمی‌آورد. در مدل آ-۲ از موتور یومو ۲۱۰دی با توان ۶۸۰ اسب بخار و پیش‌ران بهبود یافته فاودی‌ام استفاده شد. اواخر این سال فرایند تولید از شرکت یونکرس به شرکت هواگردسازی ویزر، ابتدا در برمن و لموردر و سپس در برلین-تمپلهوف، منتقل گشت. مجموعاً حدود ۲۰۰ فروند از مدل آ تولید شد.
مدل ب
مدل ب از سال ۱۹۳۸ وارد خدمت در لوفت‌وافه شد. در این مدل از ارابه فرود اصلاح‌شده، آسمانه نوین‌تر و بدنه‌ای باریک‌تر استفاده شد. موتور هم به نمونه یونکرس یومو ۲۱۱دی با سوخت‌رسانی انژکتوری و توان ۱۲۰۰ اسب بخار تغییر کرد. ویژگی مهم دیگر این مدل سامانه هدایت خودکار شیرجه بود که خلبان به کمک آن ارتفاع برخاستن را تنظیم می‌کرد. از یو ۸۷ب می‌شد به عنوان کِشنده بادپر استفاده کرد. با نصب فیلتر شن در موتور گونه‌ای تحت عنوان «یو ۸۷ب تروپ» برای مناطق صحرایی شمال آفریقا پدید آمد. البته با توجه به سختی نگهداری در صحرا، طول عمر موتور این مدل تنها شصت تا هفتاد ساعتِ پروازی بود؛ درحالی‌که در شرایط عادی به ۲۰۰ ساعت می‌رسید.
مدل سی
مدل یو ۸۷سی گونه بمب‌افکن شیرجه‌ای ناوپایه بود که برای عمل بر عرشه ناو هواپیمابر در حال ساخت گراف سپلین در نظر گرفته می‌شد. این مدل مجهز به بال‌های تا شو هیدرولیک، قلاب توقف عرشه و ارابه فرود قابل رها شدن بود. مدل یو ۸۷سی-۱ از مدل ب-۱ تبدیل شد و بال تا شو نداشت. گونه‌ای از این مدل قرار بود اژدر حمل کند. صرفاً تعداد اندکی به این مدل تبدیل شدند چرا که ناو هواپیمابر گراف سپلین هیچگاه تکمیل نشد.
مدل اِر
اوایل سال ۱۹۴۰ برد نسبتاً کوتاه ۶۰۰ کیلومتری این هواگرد با افزوده شدن دو محفظه بیرونی سوخت به زیر بال‌ها بهبود یافت تا مدل یو ۸۷اِر (مخفف Reichweite به معنای برد) پدید آید. برد این مدل به ۱٬۰۰۰ کیلومتر می‌رسید. از این مدل که بر پایه مدل یو ۸۷ب-۲ بود، در نقش ضد کشتی استفاده شد.
مدل دی
با توجه به کمبودهای مدل ب، شرکت یونکرس یو ۸۷دی (معروف به ‘’دورا’’) را با موتور یومو ۲۱۱یوت، بدنه اصلاح‌شده و ظرفیت سوخت بیشتر طراحی کرد. این مدل می‌توانست مقدار بیشتری بمب حمل کند و برد بیشتری داشت.
مدل ایی و اف
مدل‌های یو ۸۷ایی و اف تنها در حد طرح بودند.
مدل گه
مدل یو ۸۷گه (معروف به ‘’گوستاف’’) در پاسخ به نیاز به یک شکارچی تانک با تسلیحات قدرتمند، در تابستان سال ۱۹۴۳ طراحی شد. این مدل به دو توپ خودکار ۳۷ میلی‌متری فلاک ۱۸ هر یک با ۱۲ گلوله مغز تنگستنی مجهز بود که می‌توانست در زره ضخیم تانک تی-۳۴ نفوذ کند. به هر صورت تسلیحات سنگین تحرک را به میزان بیشتری از این هواگرد گرفت. هانس-اولریش رودل در پرواز با هواگرد یو ۸۷گه توانست حدود ۵۰۰ تانک دشمن را در جبهه شرقی منهدم کند.
مدل ها
مدل یو ۸۷ ها عنوانی برای تمامی نسخه‌های هدایت دوگانه از مدل‌های یو ۸۷دی-۱، دی-۳، دی-۵، دی-۷ و دی-۸ بود.

## تولید
تولید با مدل پیش‌تولید یو ۸۷آ-۰ آغاز شد و با مدل تولید یو ۸۷آ-۱ ادامه پیدا کرد. مدل آ از سال ۱۹۳۸ جای خود را در خط تولید به مدل یو ۸۷ب داد. با وجود قدیمی شدن طراحی، تولید یو ۸۷ در شرکت یونکرس و به صورت پیمان‌کاری در شرکت هواگردسازی ویزِر تا ماه سپتامبر سال ۱۹۴۴ ادامه داشت و مجموعاً ۶۵۱۳ فروند از آن تولید شد.

## شیوه کاربرد
بر مبنای تاکتیک بلیتس‌کریگ (جنگ برق‌آسا) ستون‌های بسیار متحرک و پرسرعت زرهی ورماخت با پشتیبانی بمب‌افکن‌های شیرجه‌ای یو ۸۷ که به «توپخانه پرنده» شهرت داشتند، با تمرکز بر یک نقطه حساس (Schwerpunkt) خط دفاعی دشمن را می‌شکستند و با نفوذ عمیق در اراضی آن نیروهای آن را به محاصره درمی‌آوردند و سپس به کمک پیاده‌نظام منهدم می‌کردند. در صورت مواجهه با مقاومت یا ضد حمله هواگردهای اشتوکا پیش از قدرت گرفتن دشمن آن را منکوب می‌نمودند. هواگردهای یو ۸۷ با حمله به ادوات ارتباطی و ستون‌های در حال عقب‌نشینی دشمن بین آن‌ها آشوب ایجاد می‌کردند و اجازه بازگشت انسجام را نمی‌دادند. هواگرد سوت‌هایی داشت که با به صدا درآمدن وحشت را در میان اهداف دو چندان می‌کرد. این هواگردها معمولاً با زاویه ۷۰ درجه به سمت هدف مورد نظر خود شیرجه می‌رفتند که خلبان را قادر می‌ساخت با دقت بالایی بمب را رها کند. با بهره‌گیری از ترمز شیرجه در بال‌ها عمل شیرجه می‌توانست با سرعتی ثابت صورت بگیرد تا خلبان فرصت بیشتری برای هدف‌گیری داشته باشد. هنگام برخاستن از این شیرجه پر شیب خلبان فشاری معادل ۳ تا ۵ شتاب گرانشی تحمل می‌کرد و در آن شرایط بیشترین آسیب‌پذیری را در برابر جنگنده‌های دشمن داشت. البته این مسئله مشکل چندانی نبود چرا که با توجه به برتری هوایی آلمانی‌ها، آسمان جایی که در آن عمل می‌کردند معمولاً خالی از جنگنده‌های متخاصم بود. هواگرد سازوکاری داشت که در صورت بی‌هوش یا بی‌حال شدن خلبان زیر این فشار، به شکل خودکار کاملاً از شیرجه تند بازگردد. بدنه به گونه‌ای مستحکم طراحی شده بود که طاقت شیرجه و برخاست‌های پی‌درپی را می‌آورد.

## تاریخچه عملیاتی
نخستین تولیدات هواگردهای یو ۸۷آ-۱ ماه آوریل سال ۱۹۳۷ تحویل شد و در اختیار گروه ۱ جناح ۱۶۲ اشتوکا قرار گرفت. این یگان موظف به توسعه تاکتیک‌های عملیاتی بود. سه فروند از این هواگردهای یو ۸۷آ-۱ در قالب لژیون کوندور جهت کارآزمایی عملیاتی به اسپانیا فرستاده شدند. این نیرو در جنگ داخلی اسپانیا از ملی‌گراها پشتیبانی می‌کرد. از یو ۸۷ در پشتیبانی از قوای ملی‌گرا در جنگ داخلی اسپانیا استفاده شد. تجربیات تاکتیکی و فنی به دست آمده در این آوردگاه یو ۸۷ را به یک هواگرد به شدت تخصصی بدل کرد.
یو ۸۷ در نقش پشتیبانی از نیروهای زمینی بسیار کارآمد واقع می‌شد و در حصول موفقیت‌های اولیه ورماخت در جنگ جهانی دوم تأثیر بسزایی داشت. سال ۱۹۳۹ تمامی هواگردهای یو ۸۷آ به یگان‌های آموزشی فرستاده و جناح‌های بمب‌افکن شیرجه‌ای به مدل با قابلیت بسیار بیشتر یو ۸۷ب مجهز شدند. با تعداد هواگردهای اندک تولید شده از مدل یو ۸۷سی-۱ اسکادران ۴ گروه ۱۸۶ هواپیمابر تشکیل شد اما با رها شدن کار بر روی ناو هواپیمابر گراف سپلین، این هواگردها نیز به استاندارد مدل یو ۸۷ب تبدیل شدند. مجموعاً ۳۳۶ هواگرد یو ۸۷ب در قالب ۹ گروه اشتوکا سرنیزه تهاجم آلمان به لهستان از روز ۱ سپتامبر سال ۱۹۳۹ بودند. در جریان این کارزار ۳۱ فروند از این هواگردها از دست رفت. مدل یو ۸۷ار مشارکت مختصری در تهاجم به دانمارک و نروژ در ماه آوریل سال ۱۹۴۰ داشت. نیروهای ورماخت زیر چتر پشتیبانی هواگردهای اشتوکا در ماه‌های مه و ژوئن همان سال بلژیک، هلند و فرانسه را به زانو درآوردند.
به هر صورت یو ۸۷ با سرعت پایین و تسلیحات دفاعی ضعیف هواگردی آسیب‌پذیر در مقابل جنگنده‌های دشمن بود. بدین ترتیب تنها در شش روز آغازین نبرد بریتانیا بیش از ۴۰ فروند ‘’اشتوکا’’ از دست رفتند. در ادامه یگان‌های یو ۸۷ به مدیترانه و بالکان منتقل شدند که آلمان هنوز برتری هوایی را در دست داشت. هواگردهای اشتوکا سال ۱۹۴۱ آسیب جدی به کشتیرانی بریتانیا در مدیرانه و جبهه شمال آفریقا وارد آوردند.
هنگام آغاز عملیات بارباروسا، تهاجم به شوروی لوفت‌وافه مجموعاً ۴۲۴ هواگرد یو ۸۷ را بدین منظور اختصاص داده بود. این مقدار ۱۰ فروند کمتر از مقدار به‌کارگرفته شده برای نبرد فرانسه بود. از این رو و با توجه به گستردگی ناحیه عملیاتی در شوروی عمل به اصل تمرکز بر نقاط حساس، با جابه‌جایی مکرر گروه اشتوکاها بین پایگاه‌های هوایی مختلف، به صورت ویژه اجرایی گشت. در این آوردگاه نیز اشتوکاهای آلمانی نقش سرنیزه تهاجم به شرق را ایفا نمودند. از مدل یو ۸۷دی از میانه سال ۱۹۴۱ در جبهه شرقی ابتدا به عنوان بمب‌افکن شیرجه‌ای و سپس در یگان‌های ویژه حملات شبانه، استفاده گسترده‌ای شد. تا تابستان سال ۱۹۴۳ حدود ۸۵ درصد از هواگردهای یو ۸۷ در جبهه شرقی خدمت می‌کردند. یو ۸۷گه آخرین مدلی بود که در خط مقدم به‌کارگرفته شد. از میانه سال ۱۹۴۳ بود که با ظهور نسل جدیدی از جنگنده‌های شوروی عملکرد اشتوکا در جبهه شرقی به شدت تحت شعاع قرار گرفت.
به هر صورت، یو ۸۷ در پشتیبانی هوایی نزدیک از یگان‌های زمینی ورماخت، تا آخرین روزهای بقای رایش سوم همچنان خسارت سنگینی به تانک‌های دشمن زد. یکی از عمده دلایلی که سبب شد آلمان از یو ۸۷ که از دست کم از سال ۱۹۴۰ به شکل عیانی منسوخ شده بود تا به انتها استفاده کند، نبود جایگزینی کامل برای آن بود. شرکت‌های مختلف چندین نمونه بدین منظور طراحی کردند اما هیچ‌یک نتوانستند به‌شکل مناسبی توقعات را برطرف کنند.

### دیگر کاربران
علاوه بر لوفت‌وافه، از یو ۸۷ در نیروی‌های هوایی ایتالیا، بلغارستان، رومانی، مجارستان و در اواخر جنگ توسط نیروی هوایی چکسلواکی نیز استفاده شد.

## مشخصات فنی
یو ۸۷دی-۵:
مشخصات عمومی
- خدمه: ۲ نفر
- طول: ۱۱٫۵ متر
- ارتفاع: ۳٫۸۸ متر
- طول بال: ۱۳٫۸ متر
- وزن خالی: ۳٬۹۰۰ کیلوگرم
- وزن بارگذاری‌شده: ۶٬۶۰۰ کیلوگرم

یو ۸۷ب-۲

- نیرومحرکه: یک موتور وی‌شکل ۱۲ سیلندر یونکرس یومو ۲۱۱یوت-۱ خنک شونده با مایعات: ۱٬۴۰۰ اسب بخار
- ظرفیت محفظه اصلی روغن: ۳۷٫۵ لیتلر
- ظرفیت سوخت: دو محفظه ۲۰۰ لیتری در ابتدای بال‌ها
- زره:
  - زره بدنه: ۸ میلی‌متر
  - محافظ سر خلبان: ۱۰ میلی‌متر
  - شیشه ضد گلوله پیشین: ۵۰ میلی‌متر

عملکرد
- حداکثر سرعت: ۴۱۰ کیلومتر بر ساعت در ۴٬۰۰۰ متری
- پایاسیر: ۱۸۵ کیلومتر بر ساعت در ۵٬۰۰۰ متری
- سقف پرواز: ۷٬۳۰۰ متر
- برد: ۸۲۰ کیلومتر
  - ۱٬۵۳۵ کیلومتر در پایاسیر

تسلیحات
- ۲ × مسلسل ام‌گه ۱۵۱/۲۰ کالیبر ۲۰ میلی‌متر هر یک ۴٬۰۰۰ گلوله
- ۱ × مسلسل دوگانه ام‌گه ۸۱ست کالیبر ۷٫۹ میلی‌متر در پشت هواگرد هر یک ۴٬۰۰۰ گلوله
- ۱ × بمب ۱۸۰۰ کیلوگرمی زیر بدنه یا ۱× بمب ۵۰۰ کیلوگرمی زیر بدنه و ۴ × بمب ۵۰ کیلوگرمی زیر بال‌ها